# Dicranomyia (Dicranomyia) hudsoni
Dicranomyia (Dicranomyia) hudsoni is een tweevleugelige uit de familie steltmuggen (Limoniidae). De soort komt voor in het Australaziatisch gebied.